# Budynek mieszkalny pracowników biur Radcy Handlowego i Ambasady ZSRR
Budynek mieszkalny pracowników biur Radcy Handlowego i Ambasady ZSRR (także: Szpiegowo, Szpiegowiec) – blok mieszkalny znajdujący się w Warszawie przy ulicy Jana III Sobieskiego 100.

## Charakterystyka i historia
Budynek mieszkalny położony jest w stołecznej dzielnicy Mokotów, w sąsiedztwie Parku Sieleckiego, między ulicami Jana III Sobieskiego i Władysława Hańczy a Kanałem Sieleckim i Jeziorem Sieleckim, na terenie obszaru Miejskiego Systemu Informacji Sielce. Projekt powstał w Zakładzie Projektowania Kombinatu Budownictwa Miejskiego Śródmieście w Warszawie. Głównymi architektami byli Janusz Nowak i Piotr Sembrat. Za konstrukcję odpowiadał Andrzej Krawczyk. Budowa została zrealizowana w latach 1977–1980 (lub do 1978), a jej wykonawcą był Budimex.
Wybudowany został dla pracowników biur radcy handlowego i ambasady Związku Socjalistycznych Republik Radzieckich. Pełnił swoją pierwotną rolę do 1989 roku. Według wielu relacji mógł być siedzibą KGB w Warszawie lub być wykorzystywany w celach wywiadowczych, stąd potoczne określenia „Szpiegowo” i „Szpiegowiec”. Po upadku ZSRR pozostawał w faktycznym władaniu Federacji Rosyjskiej. Od 1998 swoją siedzibę miało tu przedsiębiorstwo działające w branży gazowej – Fart S.A. Według CEIDG w budynku, od 2012 roku, swoją siedzibę ma jednoosobowa działalność gospodarcza Roberta Sowy. Według przedsiębiorcy jest to oczywista omyłka (brakująca litera w adresie ul. Sobieskiego 100A), która nie została sprostowana, pomimo dokonywania innych zmian (stan na 2023 rok). Od 2005 do 2017 roku mieścił się tu utworzony dla Rosjan lokal Club 100, zwany „Setką” lub „Sotką”. Następnie budynek zaczął popadać w ruinę.
Polskie władze starały się odzyskać budynek, jednak było to utrudnione ze względu na relacje dyplomatyczne i niejasny status nieruchomości. Po wielu zabiegach prawnych z obu stron, w 2016 roku Sąd Okręgowy w Warszawie orzekł o wydaniu nieruchomości Warszawie i spłacie 7 milionów złotych narosłych zobowiązań. Ostatecznie, po rozpoczęciu inwazji Rosji na Ukrainę, budynek został przejęty przez komornika i wydany władzom miasta 11 kwietnia 2022 roku. Planowano przeznaczyć go na potrzeby tymczasowego zamieszkania dla uchodźców z Ukrainy, jednak uniemożliwił to stan techniczny obiektu. W grudniu 2024 poinformowano opinię publiczną, że trwają pracę mające na celu przekazanie budynków do zasobu komunalnego.

## Architektura
Budynek powstał na działce o powierzchni 0,65 ha. Powierzchnia użytkowa budynku wynosi 6338 m², w tym 5197 m² to mieszkania, a kubatura obiektu to 26 800 m³. Wybudowany został w technologii ramy H w układzie podłużnym, z wyjątkiem ścian szczytowych, do których wzniesienia wykorzystano prefabrykaty w technologii „Ż”. Ma od 4 do 11 kondygnacji. Składa się z dwóch skrzydeł w układzie tarasowym przedzielonych prześwitem, który wieńczy masywny wspornik składający się z dwóch połączonych brył. Element ten nawiązuje do brutalizmu. Bryła budynku wpisuje się w nurty modernizmu i awangardy rosyjskiej. Można również dostrzec inspirację formami roślinnymi oraz kontenerowcami.
Na budynek składają się trzy wydzielone części z własnymi ciągami komunikacyjnymi. Budynkowi mieszkalnemu towarzyszą, od strony ul. Sobieskiego, dwa niższe przeznaczone pierwotnie na pawilon klubowy i przedszkole. Mieściły się tu sala kinowa na 130 miejsc, sauna, świetlica dla dzieci, klub, boisko do koszykówki, gabinet dentystyczny, salon fryzjerski oraz biblioteka. Budynek wyposażono także w portiernię. Całość została ogrodzona z użyciem dodatkowych zabezpieczeń z drutu kolczastego i systemu kamer wideo.
W 2017 roku blok został wpisany do gminnej ewidencji zabytków m.st. Warszawy (ID: MOK34197).

## Galeria
| - Widok od podwórza. Widoczny prześwit między skrzydłami budynku - Graniczący z budynkiem Kanał Sielecki, widoczny drut kolczasty na ogrodzeniu - Budynek od południa, z ul. Sobieskiego |